# Пражила (Молдова)
Пражила (рум. Prajila) — село у Флорештському районі Молдови. Адміністративний центр однойменної комуни, до складу якої також входять села Антоновка, Фрунзешть та Міхайловка.

## Населення
За даними перепису населення 2004 року у селі проживали 2907 осіб.
Національний склад населення села:
| Національність | Кількість осіб | Відсоток |
| -------------- | -------------- | -------- |
| молдавани      | 2897           | 99,7%    |
| українці       | 7              | 0,2%     |
| росіяни        | 2              | 0,1%     |
| поляки         | 1              | < 0,1%   |
| Всього         | 2907           | 100%     |